# جمهورية ساكسونيا السوفيتية
كانت جمهورية ساكسونيا السوفيتية (بالألمانية : Sachsen Räterepublik) دولة اشتراكية لم تدم طويلًا خلال الثورة الألمانية في 1918-1919.